# Acris crepitans
Acris crepitans es una especie de anfibios de la familia Hylidae nativa de Estados Unidos y el norte de México. Existen tres subespecies.